# Поливановка (Днепропетровская область)
Полива́новка (укр. Поливанівка) — село, Поливановский сельский совет, Магдалиновский район, Днепропетровская область, Украина.
Код КОАТУУ — 1222386001. Население по переписи 2001 года составляло 1338 человек.
Является административным центром Поливановского сельского совета, в который, кроме того, входят сёла Весёлый Гай, Ивановка, Калиновка и Новоивановка.

## Географическое положение
Село Поливановка находится на берегу реки Кильчень (в основном на правом берегу), выше по течению на расстоянии в 2,5 км расположено село Почино-Софиевка, ниже по течению на расстоянии в 1,5 км расположены сёла Новоивановка и Ивановка. Рядом проходит автомобильная дорога Т-0410.

## История
- На территории села Поливановка обнаружены погребения эпохи меди-бронзы (III—I тысячелетие до н. э.) и кочевников XI—XII вв.
- Село Поливановка основана в конце XVIII века.

## Экономика
- «Поливановка», опытное хозяйство, ГП.
- «Мир», ЧП.

## Объекты социальной сферы
- Школа.
- Детский сад.
- Дом культуры.
- Фельдшерско-акушерский пункт.

## Достопримечательности
- Братская могила советских воинов.